# نظرية وحدة الفكر لابن رشد

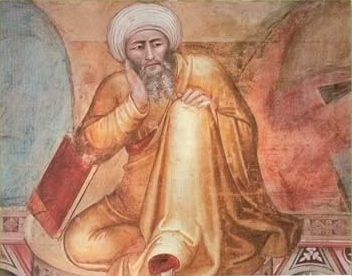
رسمة لفرضية وحدة الفكر التي تكلم عنها ابن رشد رسمها الفنان أندريا بونايوتو في القرن الربع عشر.

وحدة الفكر هي نظرية فلسفية اقترحها العالم الفيلسوف الأندلسي ابن رشد (1126-1198) وتقول أن جميع البشر يتشاركون نفس الفكر. ذكر ابن رشد نظريته في تعليقه الطويل على أطروحة أرسطو «عن الروح» لشرح كيف أن المعرفة الكُلية ممكنة في إطار نظرية العقل لأرسطو. نظرية ابن رشد تأثرت بالأفكار السابقة لمفكرين مثل أرسطو وأفلوطين والفارابي وابن سينا و ابن باجة.
عندما تمت ترجمة أعمال ابن رشد إلى اللاتينية تم تناول هذه النظرية  بشكل موسع من قبل الرُشديون في أوروبا الغربية في القرون التالية، مثل  سيغر من باربانت وجون جاندون وجون باكونثروب. كما أثرت على فلسفة دانتي أليغييري العلمانية السياسية في القرن الرابع عشر. ورُفضت النظرية من قبل فلاسفة آخرين—بما في ذلك توما الأكويني الذي نقدها بكتاب مفصل— وأدانتها الكنيسة الكاثوليكية. في العصر الحديث لم يعد ينظر لها بإنها نظرية مُتقبلة وتعتبرمن نتاج أعمال ابن رشد.

## الخلفية
فكرة الفكر الواحد المشترك بين كافة المعرفة البشرية قد تم اقترحها من قبل فلاسفة أُخر قبل ابن رشد. فالفيلسوف اليوناني أرسطو (384-322 قبل الميلاد) اقترح «فكر الصانع» والذي يجعل التفكير عامل يساعد بجعل الأشياء واضحه كمثل الضوء يسمح بالرؤية وذلك بجعل الأشياء مرئية. أفلوطين (حوالي 270) الذي كانت أعماله مشهورة في العالم الإسلامي اقترح أن الإنسان يكتسب المعرفة من خلال علاقته مع الفكر الإلهي. والفيسلوف المسلم الفارابي (حوالي 951) وابن سينا (حوالي 1037) طوروا هذه النظرية بشكل أشمل وسموها «فكر العامل» والتي تعطي أشكالاً للمواد وتسهل المعرفة البشرية. واقتراح ابن باجة (حوالي 1138) نظرية فكر متأثرة بنظرية ابن رشد ولكن وفقا  لموسوعة بريتانيكا (1911) فإن أعماله المحفوظة مبهمة وغير مكتملة مما أشكل على علماء الفلسفة معرفة مسار تطور نظريته.
فكرة ابن رشد تختلف عن النظريات السابقة لأنها تحسب كلية الفكر أمراً فوق طاقة البشر وأن كل فرد له فكرُهُ الخاص، في حين أن ابن رشد يوازي الفكر الفردي بعقول كل البشر. على الرغم من أن ابن رشد يوضح أفكارهُ العامة عن الفكر البشري في كل شروحاته التعليقية على أطروحة «عن الروح» لأرسطو إلا أن هذه النظرية عن وحدة الفكر ظهرت فقط في شرحه التعليقي المفصل الأخير. إذ يقدّم أطروحات مختلفة لتفسير المعرفة البشرية في شروحاته التعليقية السابقة مشيراً إلى أن مفهوم وحدة الفكر هي نظريته الأكثر نضجا بعد النظر في أفكار أخرى.

### الحواشي
1. 1 2 3 4 5 6  Adamson 2016.
2. ↑  Encyclopædia Britannica 1911.

### أعمال استُشهد بها
- Adamson، Peter (2016). Philosophy in the Islamic World: A History of Philosophy Without Any Gaps. دار نشر جامعة أكسفورد. ISBN:978-0-19-957749-1. مؤرشف من الأصل في 2023-02-05.
- Chisholm, Hugh, ed. (1911). "Encyclopædia Britannica". Encyclopædia Britannica (بالإنجليزية) (11th ed.). Cambridge University Press.
- Fakhry، Majid (2001)، Averroes (Ibn Rushd) His Life, Works and Influence، Oneworld Publications، ISBN:978-1-85168-269-0، مؤرشف من الأصل في 2023-01-05
- {{استشهاد بموسوعة}}: استشهاد فارغ! (مساعدة)